# Порту (окръг)
Порту е един от 18-те окръга на Португалия. Площта му е 2331 квадратни километра, а населението – 1 783 172 души (по приблизителна оценка от декември 2019 г.). Разделен е допълнително на 18 общини, които са разделени на 383 енории.